# 秋吉三郎
秋吉 三郎（あきよし さぶろう、1898年6月21日 - 1982年12月4日）は、日本の高分子化学者。

## 経歴
福岡県出身。1917年福岡県立中学修猷館を経て、1923年九州帝国大学工学部応用化学科を卒業。
商工省大阪工業試験所に入り、技手を経て技師となり、1935年学位を受け、同所の第四部長、第二部長を歴任。第二次世界大戦時には、陸軍兵器行政本部からの委嘱により、「重合「エチレン」蝋状物ノ合成ノ研究」を行っている。
1945年九州帝国大学工学部教授に就任。1951年大阪工業試験所および熊本大学教授も兼務。1956年3月九州大学評議員に選ばれ、1959年7月九州大学工学部長も併任する。
1961年帝人の常務取締役に転じ、開発本部長兼中央研究所所長を務め、1965年1月研究管理室長を委嘱され、1966年11月退任する。日本学術会議会員も務めている。